# Kōhei Kurata
Kōhei Kurata (japanisch 蔵田 岬平 Kurata Kōhei; * 22. September 1990 in Uki) ist ein ehemaliger japanischer Fußballspieler.

## Karriere
Kurata erlernte das Fußballspielen in der Schulmannschaft der Ozu High School und der Universitätsmannschaft der Kansai University of International Studies. Seinen ersten Vertrag unterschrieb er 2013 beim Matsumoto Yamaga FC. Der Verein spielte in der zweithöchsten Liga des Landes, der J2 League. Für den Verein absolvierte er zwei Ligaspiele. Im Juni 2014 wechselte er zu Azul Claro Numazu. Am Ende der Saison 2016 stieg der Verein in die J3 League auf. 2018 wechselte er zu Saurcos Fukui (heute: Fukui United FC). Ende 2019 beendete er seine Karriere als Fußballspieler.